# French Postcards
French Postcards is een Amerikaanse romantische komedie-dramafilm uit 1979, geregisseerd door Willard Huyck. Het scenario werd geschreven door Huyck samen met Gloria Katz. De film speelt zich af in Parijs en volgt een groep Amerikaanse uitwisselingsstudenten die een jaar studeren aan een fictief instituut.

## Verhaal
Een groep Amerikaanse uitwisselingsstudenten studeert een jaar in Parijs aan het fictieve "Institute of French Studies", geleid door Madame Catherine Tessier en haar man, Monsieur Tessier. Student Laura brengt veel tijd alleen door, bezoekt musea en kunstgalerijen en stuurt regelmatig ansichtkaarten naar haar vriend thuis, die niet met haar mee wilde reizen. Alex richt zich minder op studeren en meer op liefde en het leven in Parijs, en krijgt een affaire met zijn docent en mede-directeur van het instituut, Madame Tessier. Joel worstelt met besluiteloosheid, wat het ingewikkeld maakt wanneer hij verliefd wordt op Toni, een lokale boekhandelmedewerkster.

## Rolverdeling
| Acteur                 | Personage                |
| ---------------------- | ------------------------ |
| Miles Chapin           | Joel                     |
| Blanche Baker          | Laura                    |
| David Marshall Grant   | Alex                     |
| Valérie Quennessen     | Toni                     |
| Debra Winger           | Melanie                  |
| Mandy Patinkin         | Sayyid                   |
| Marie-France Pisier    | Madame Catherine Tessier |
| Jean Rochefort         | Monsieur Tessier         |
| Lynn Carlin            | Mrs. Weber               |
| George Coe             | Mr. Weber                |
| Christophe Bourseiller | Pascal                   |
| François Lalande       | Monsieur Levert          |
| Anémone                | Christine                |
| Veronique Jannot       | Malsy                    |
| Marie-Anne Chazel      | Cecile                   |
| Laurence Ligneres      | Madame Levert            |
| André Penvern          | Jean-Louis               |